# بردگوری امیرآباد ۱ و ۲
بردگوری امیرآباد ۱ و ۲ در شهرستان فارسان، روستای امیرآباد واقع شده و این اثر در تاریخ ۸ خرداد ۱۳۸۰ با شمارهٔ ثبت ۳۸۷۳ به‌عنوان یکی از آثار ملی ایران به ثبت رسیده است.